# Érd FM 101.3
Az Érd FM 101.3 egy Közép-Magyarországi helyi kereskedelmi jellegű rádióállomás volt, amely 2014. február 23-án indult a érdi 101,3 MHz-en. Ezen a frekvencián korábban a Rádió 6 és a Rádió Junior adása volt hallható, jóval nagyobb vételkörzettel. Az egykori rádió mindössze Érden és annak 10-15 kilométeres körzetében volt hallható. A rádió zeneileg a legfrissebb újdonságokra koncentrált, néhány 1990-es és 2000-es évekbeli klasszikussal kiegészítve. Programjában a zenék mellett országos és helyi hírek, információk, valamint magazinműsorok is kapták a főbb szerepet, ezzel a 25-45 év közötti korosztályt megcélozva. Műsoráért az Érd Médiacentrum, Érd város önkormányzati médiacége felelt.
A rádió egyes műsorai a városi média honlapján és podcastoldalakon (Spotify, Google Podcasts) visszahallgathatók. Helyenként hétről hétre változó műsorterve az Érdi Újság hasábjain olvasható volt.
A városi csőd miatt a rádió 2025.04.16-án éjfélkor hallgatott el, mivel nincs pénze fenntartani az önkormányzatnak a helyi rádiót. A rádió megszűnte után a rádió stúdiója podcastként fog működni.

## Műsorai
- Apád-anyád – családi magazin (Ölvedi Réka, Zsuffa Péter)
- Bundáskenyér – reggeli show hétköznap 06:00-10:00 között (Ölvedi Réka, Gárdos Attila, Urbán Szabolcs)
- Best of Bundáskenyér – hétvégi válogatás
- Délelőtt Ölvedi Rékával – hétköznap 10:00-12:00 (benne: Kívánságműsor)
- Délután Bálint Lászlóval – hétköznap 16:00-18:00
- Filmszerész – filmes magazin (Kovács Gellért, Urbán Szabolcs)
- Hetedhét ország – A Rádió Bézs internetes rádió műsora (Juhász Árpád)
- Jazzpresszó – jazzműsor, hétfő 20:00-21:00 (Birta Miklós)
- Jövőnéző – a Rádió Bézs műsora (Palugyai István, Werovszki Vera)
- Majdnem szombat, pláne délután – péntek 14:00-18:00, Balogh Esperes Ákossal
- Memories – élő mixműsor, hétköznap 18:00-20:00 (Bredák Péter, DJ PéGé aka Pavlovics Gergely, DJ Kau)
- Playoff – helyi sportmagazin, péntek 20:00-21:00 – az érdi televízió is sugározza (Pecsuvácz Péter)
- Rockbarlang (Gidófalvy Attila)
- Sztárportré – nem sajátgyártású műsor (Molnár Szabolcs)
- Zónázó – helyi hírmagazin

### Megszűnt műsorok
- Aréna – ma: Playoff
- Bigyó – technológiai magazin
- Carface – az Érd TV autós magazinja (Bódi Csabi)
- Esti Mix – Pop, duma, satöbbi
- Hallgass hazait
- Hazafelé – délutáni információs magazin
- Heti menü – gasztronómiai műsor
- Heti Téma – a hét legfontosabb helyi híreinek összefoglalója
- Hétvége Nagy Emesével – szombat-vasárnap 08:00
- HeuRéka – életmódmagazin
- Irodalomóra – hangoskönyv-sorozat
- Kis esti zene
- Koppány és a haverok – ifjúsági magazin diákoktól diákoknak
- Köztünk marad – civil szolgáltató magazin
- Mondjon valamit, elhisszük!
- Napos oldal – hétköznap 06:00-10:00 (Ölvedi Réka, Bálint László)
- Párbeszéd – az Érd TV interjúműsora
- Tánczenei koktél
- Érd FM Top 25 / Top 20 – slágerlista
- A tudomány mai állása – tudományos magazin
- Uzsonna Virág Péterrel – hétköznap 14:00
- Zeneóra – Popzene mindenkinek
- Zöldövezet – hétfő 18:00

## Műsorvezetők
- Balogh Esperes Ákos
- Ba-Nyilas Hajnalka
- Gárdos Attila
- Gidófalvy Attila
- Novák Péter (beugró a Majdnem szombatban)
- Ölvedi Réka
- Pecsuvácz Péter
- Szily Nóra (beugró a Majdnem szombatban)
- Urbán Szabolcs
- Zsuffa Péter

## Játék a hallgatókkal
2020-as megújításakor a rádió szerkesztői azt találták ki, hogy ne egy szlogenje legyen a frekvenciának, hanem sok-sok olyan, amely amellett, hogy vidám hatást kelt, az Érd FM 101.3 (ejtsd: százegy-három) nevére rímel. A játékba a hallgatókat is bevonták, akik egy rímalkotásért cserébe a rádió logójával díszített ajándéktárgyakat nyerhettek. Így születtek például olyan jelmondatok, mint:
- Érd FM 101.3 – Kis őzike nagy tisztáson;
- Érd FM 101.3 – Nem dob át a palánkon;
- Érd FM 101.3 – Messze nem egy leányálom;
- Érd FM 101.3 – Kedvenc ultrarövid-hullámom!

és így tovább. A szlogenek óriásplakátokra kerültek és a városi televízióban is reklámozták vele a rádiót olyan, egyébként érdi arcokkal, mint Lajsz András vagy Gundel Takács Gábor.
2021 végén a jelmondatokat Gálvölgyi János versbe szedve adta elő.